# Camponotus putatus
Camponotus putatus är en myrart som beskrevs av Auguste-Henri Forel 1892. Camponotus putatus ingår i släktet hästmyror, och familjen myror. Inga underarter finns listade.

## Bildgalleri

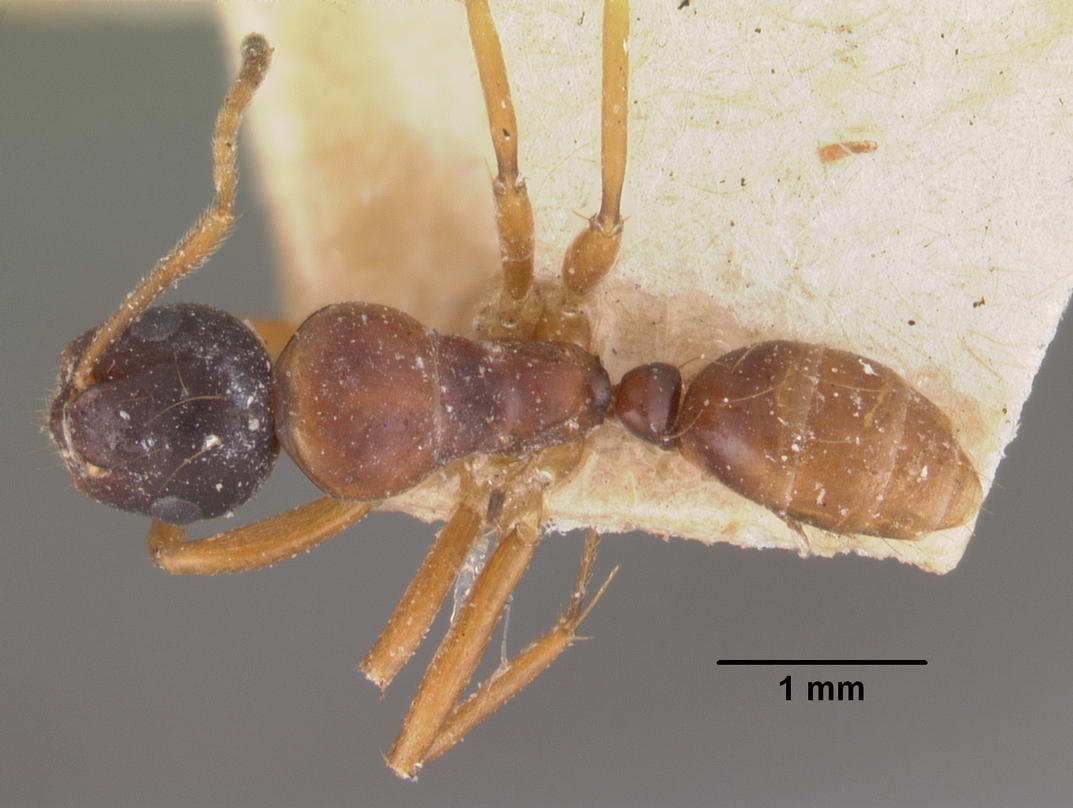
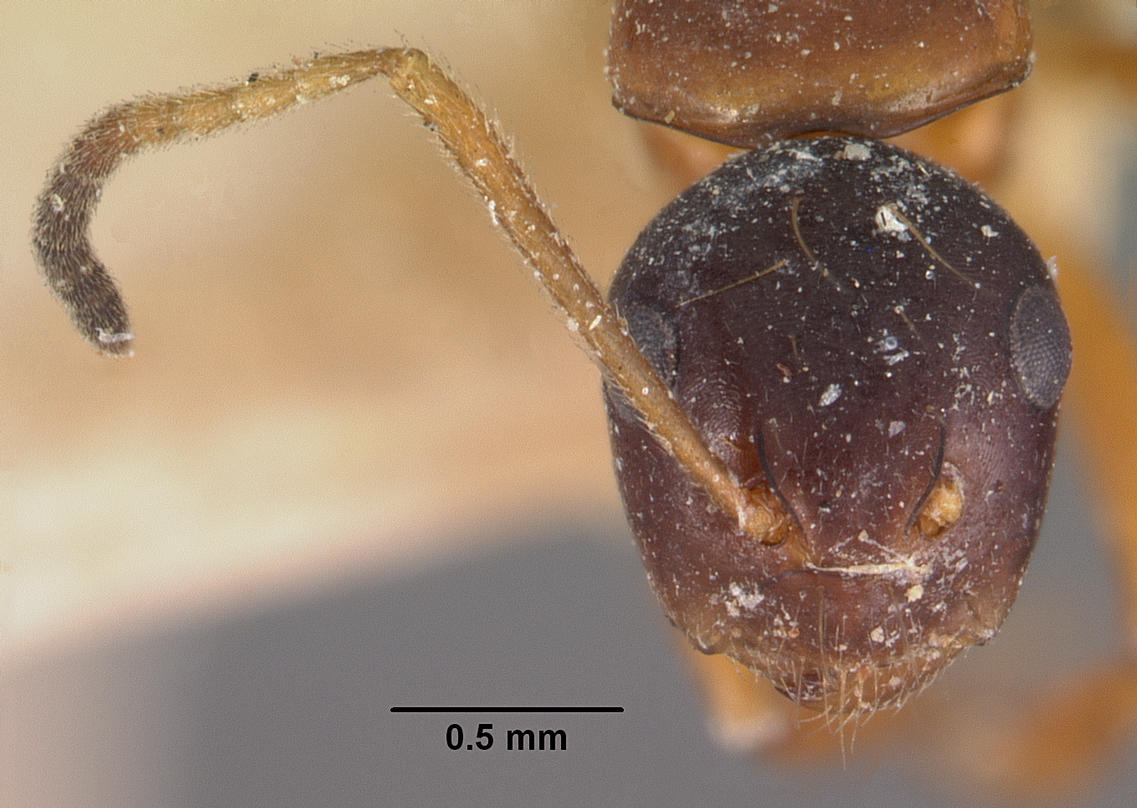
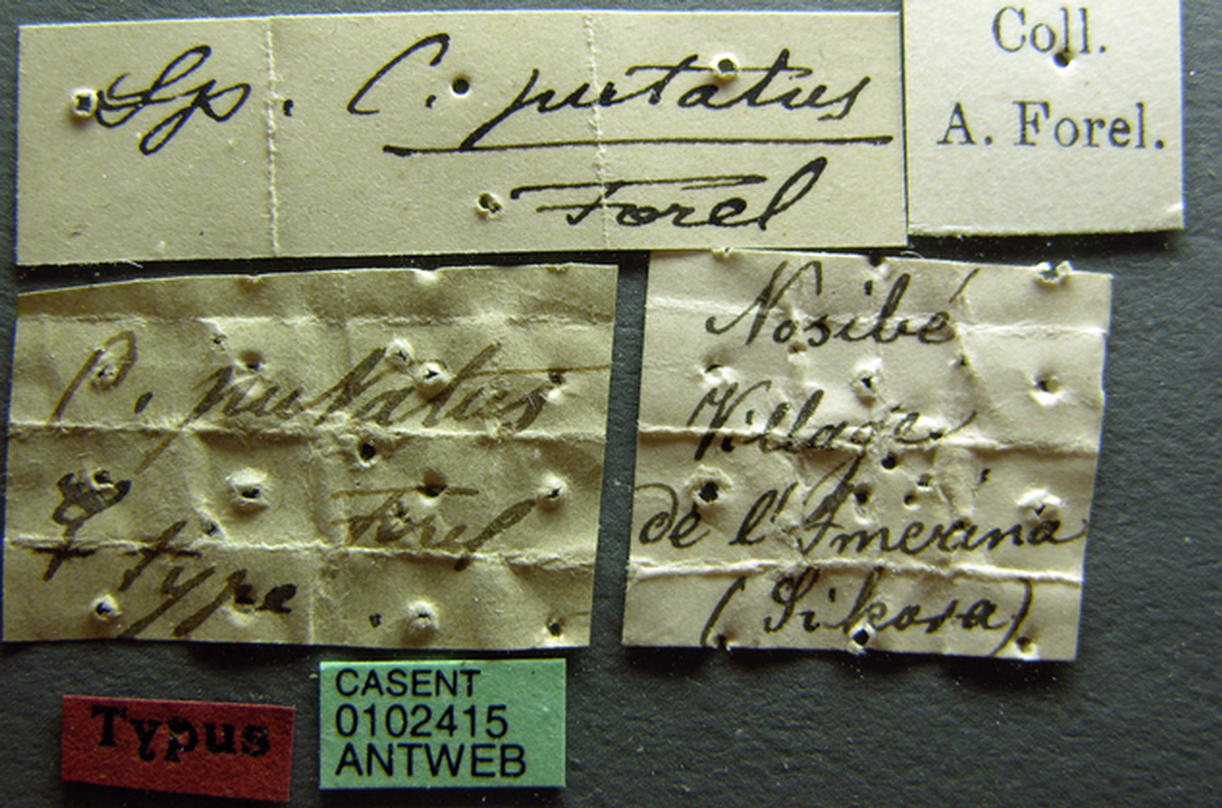
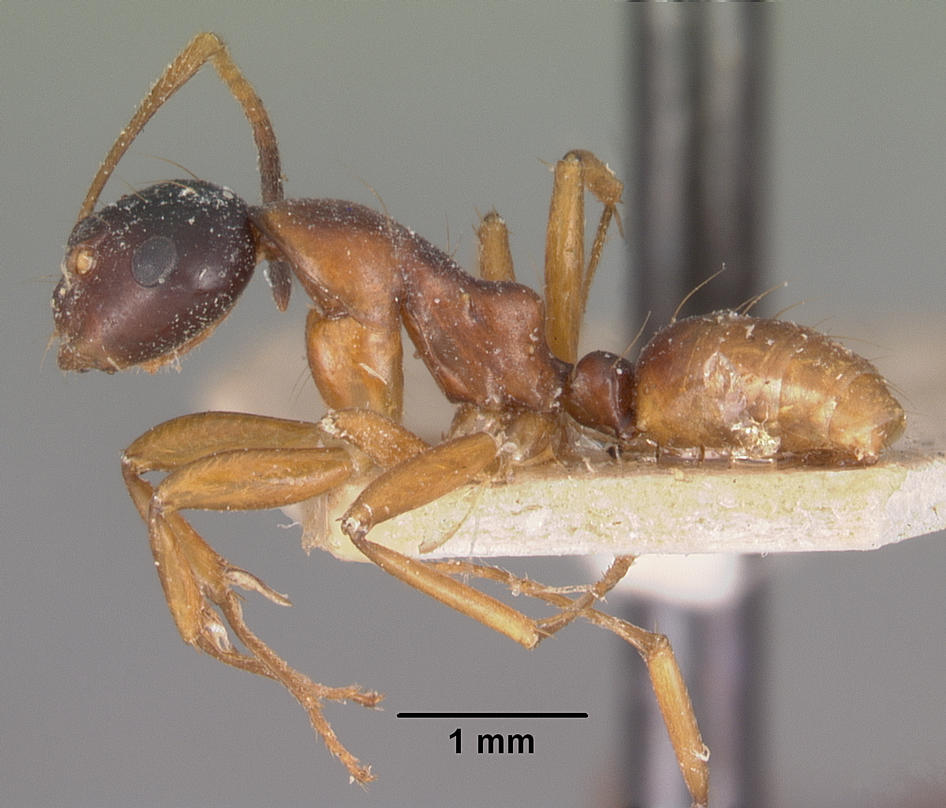
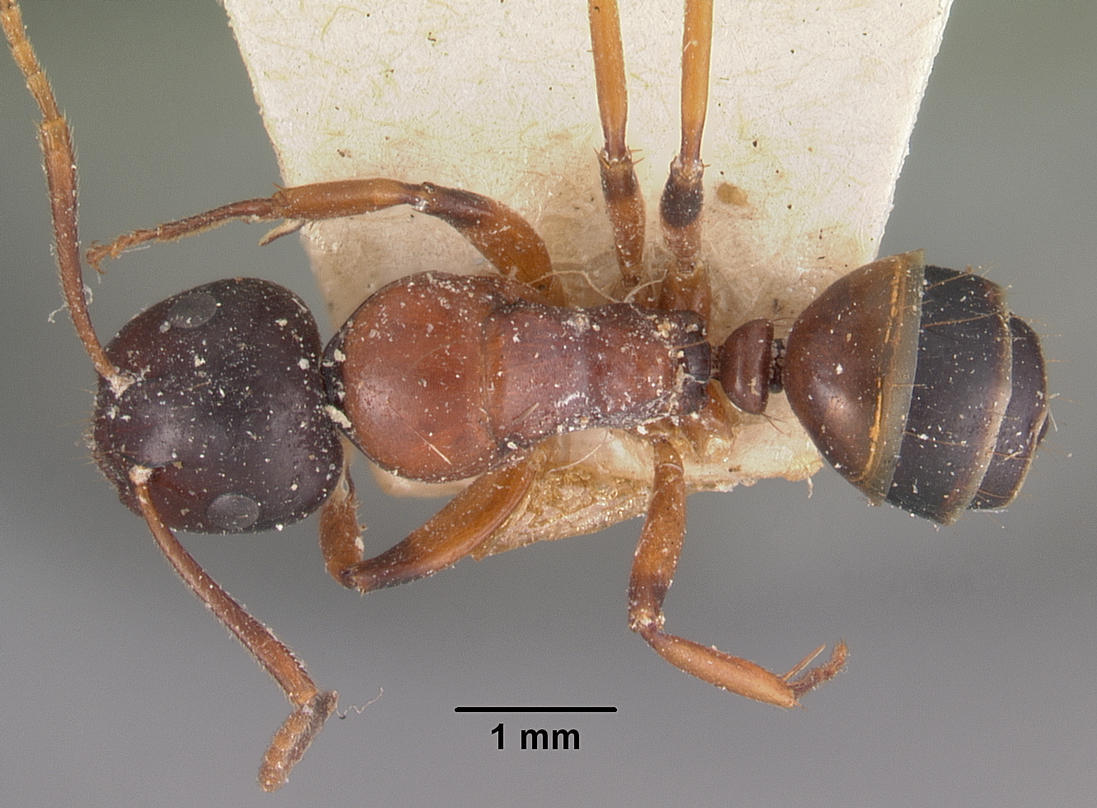
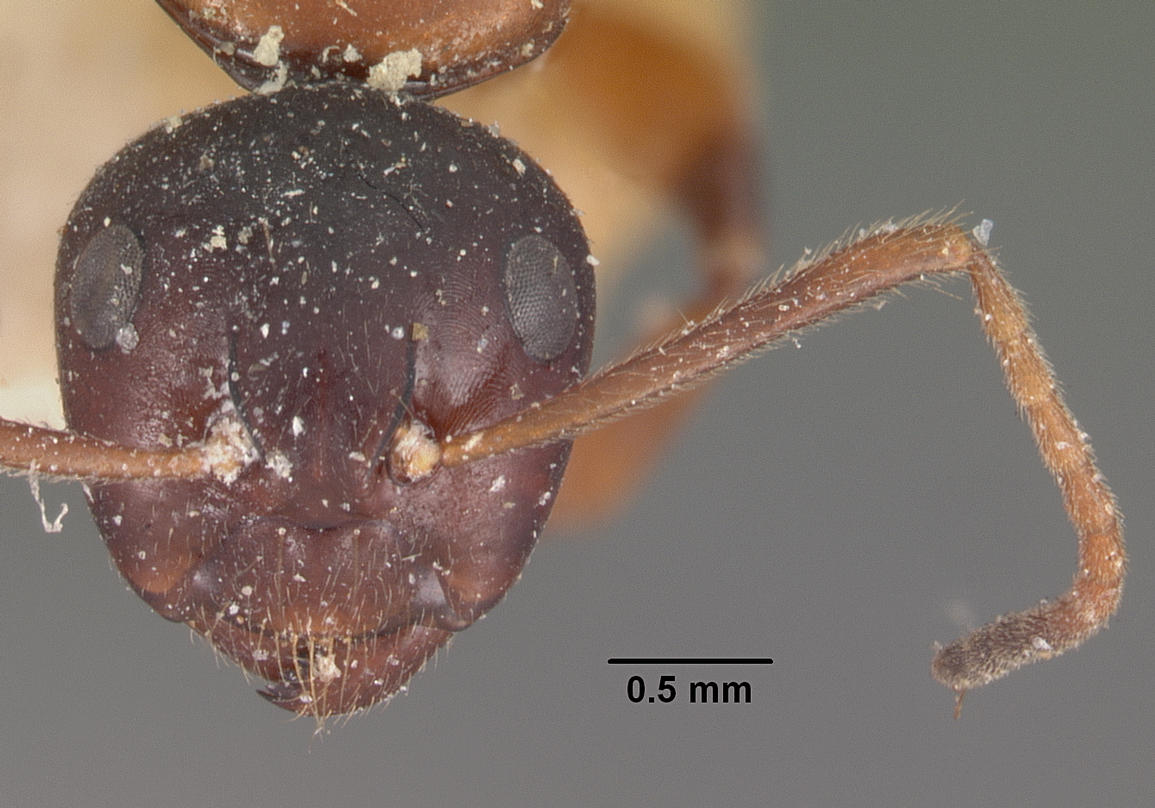